# Despenalización de la homosexualidad en España
La despenalización de la homosexualidad en España se refiere a la modificación de la «Ley sobre peligrosidad y rehabilitación social» en 1978 cuando se eliminó la homosexualidad como supuesto de peligrosidad social de dicha norma legal.

## Antecedentes

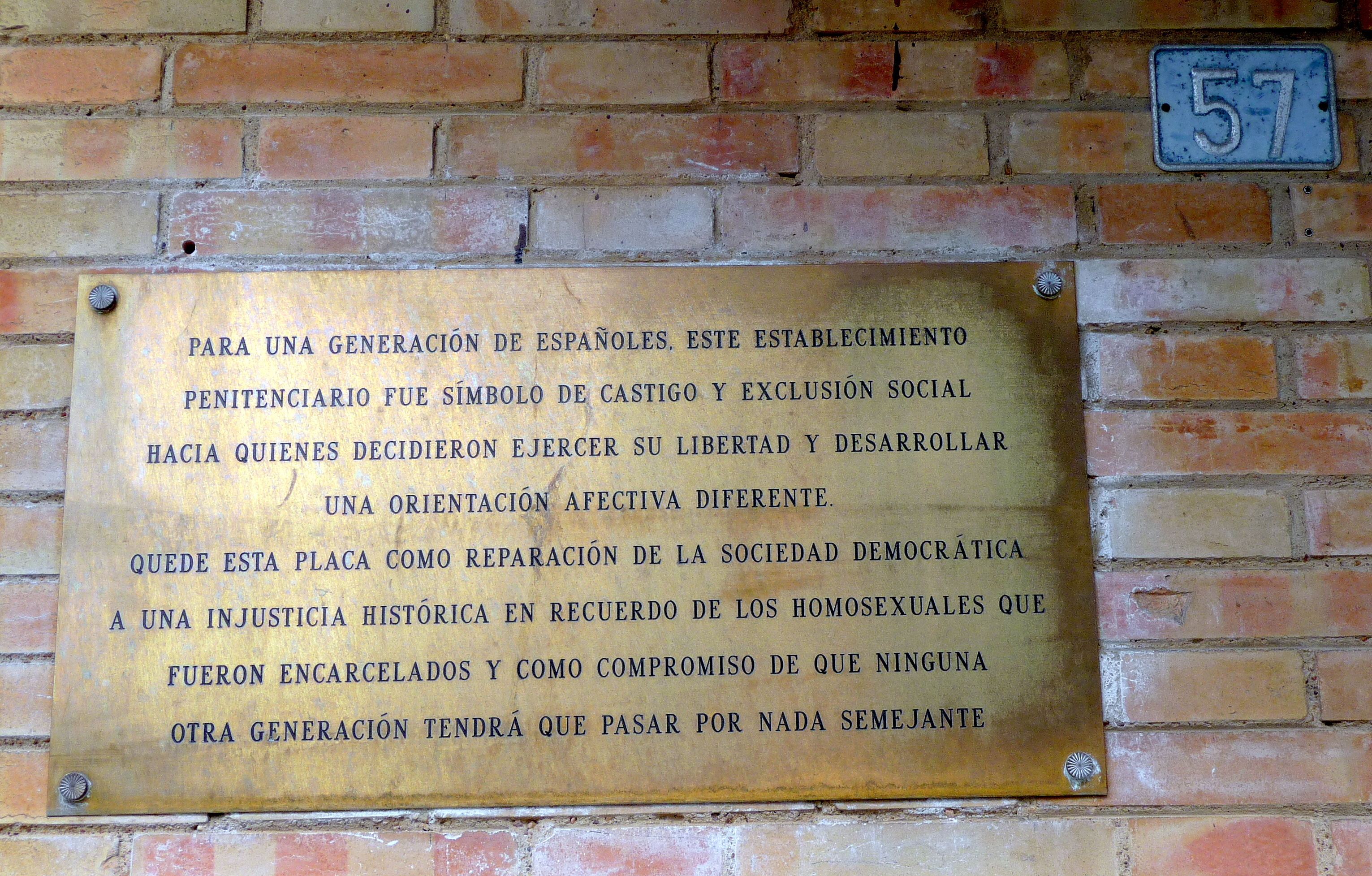
Placa homenaje a los homosexuales encerrados durante el franquismo en la antigua cárcel provincial de Huelva.

En 1933 fue aprobada la «Ley de vagos y maleantes» por las Cortes de la Segunda República. Esta ley se concibió para penalizar los comportamientos considerados antisociales y que afectaba a vagabundos, nómadas y proxenetas. Tras la victoria del bando sublevado en la guerra civil el gobierno republicano fue derrocado iniciándose la dictadura franquista. Este nuevo régimen dictatorial modificó en 1954 la «Ley de vagos y maleantes» para incluir la represión de los homosexuales.
Esta ley establecía el internamiento y la rehabilitación por medio del trabajo forzado. Para el caso de homosexuales, se crearon establecimientos como la Colonia Agrícola Penitenciaria de Tefía en Fuerteventura, donde los internos sufrieron condiciones infrahumanas y torturas.
En 1970 la «Ley de vagos y maleantes» fue remplazada por la «Ley sobre peligrosidad y rehabilitación social». En su artículo segundo la ley recoge una serie de supuestos de peligrosidad social, entre los que se incluye quienes «realicen actos de homosexualidad». Asimismo, se impuso un régimen de internamiento en  establecimiento de reeducación, que en el caso de los hombres homosexuales fueron la cárcel de Huelva (para activos) y la cárcel de Badajoz (para pasivos).

## La lucha por la despenalización
Con la muerte del dictador Francisco Franco en 1975 se procedió a un periodo de transición a la democracia donde muchos sectores que habían sufrido la represión franquista reclamaron que las leyes represivas fuesen derogadas. En 1977 se celebró la primera manifestación por los derechos homosexuales en Barcelona. Un año después, el 25 de junio de 1978 se celebró la primera marcha del orgullo en Madrid. En ambas ocasiones, las personas LGBT que se manifestaron reclamaron la derogación de la Ley de peligrosidad social. Asimismo, el movimiento de liberación homosexual español representado en grupos como el Movimiento Homosexual de Acción Revolucionaria (MHAR) o el Movimiento Español de Liberación Homosexual (MELH) impulsaron medidas para la eliminación de la homosexualidad como delito, siendo esta una de sus principales metas. A través de los enlaces internacionales que se habían establecido a partir de publicaciones como Aghois, se realizó una campaña donde entidades y agrupaciones extranjeras de homosexuales hicieron llegar cartas al presidente de gobierno y sus ministros donde solicitaban la despenalización de la homosexualidad.

### Modificación de la ley de peligrosidad social
En las elecciones de 1977, las primeras celebradas desde 1936, el Partido Comunista de España entró en el Congreso de los Diputados. Este partido planteó el 10 de febrero de 1978 una enmienda a una proposición de ley registrada por el PSOE para la reforma de la Ley de Peligrosidad Social, donde se incluya la eliminación del apartado tercero del artículo segundo que calificaba de peligrosos a «los que realicen actos de homosexualidad». La Comisión encargada no realizó un diario de sesiones, pero si publicó su dictamen el 20 de noviembre, aprobando la eliminación del apartado tercero del artículo segundo. Posteriormente, el 13 de diciembre se sometió a debate en el pleno donde se aprobó con 278 diputados a favor de la derogación parcial y seis abstenciones. Esta aplastante mayoría fue conseguida gracias a la promesa de reforma del Código Penal por el ministro de Justicia Landelino Lavilla, donde se endurecería la represión a la homosexualidad.
La reforma de la Ley de Peligrosidad fue sancionada el 26 de diciembre de 1978. Tras su publicación en el BOE el 11 de enero de 1979, la reforma entró en vigor. El movimiento de liberación homosexual había conseguido uno de sus principales objetivos. Los últimos presos por homosexualidad fueron liberados ese mismo año.
A pesar de la modificación de la ley, las personas LGBT siguieron siendo criminalizadas al amparo de la ley de escándalo público, que no fue derogada hasta 1989. La ley de peligrosidad social fue derogada finalmente en 1995. Colectivos de lucha por los derechos LGBT pidieron la destrucción de los expedientes de encausados por esta ley, pero finalmente se llegó a un acuerdo de mantener esta documentación por su valor histórico.